# Mairy
Mairy è un comune francese soppresso e ora comune delegato di Douzy nel dipartimento delle Ardenne, regione del Grand Est.
Il 15 settembre 2015 infatti, Mairy è stato fuso con il comune di Douzy.

## Storia

### Simboli
Lo stemma comunale era stato adottato il 4 settembre 1998.

## Società

### Evoluzione demografica
Abitanti censiti